# Alrance (Fluss)
Die Alrance ist ein Fluss im Süden Frankreichs, der im Département Aveyron in der Region Okzitanien verläuft. 

## Flusslauf
Die Alrance entspringt am Hochplateau von Lévézou, im gleichnamigen Gemeindegebiet von Alrance, entwässert anfangs in südöstlicher Richtung, dreht später auf Südwest und mündet nach 26 Kilometern im Regionalen Naturpark Grands Causses, bei Brousse-le-Château als rechter Nebenfluss in den Tarn. Die Alrance wird zur Energiegewinnung aufgestaut, der Stausee Lac de Villefranche-de-Panat ist ca. 1,92 km² groß.

## Orte am Fluss
- Alrance
- Villefranche-de-Panat
- Brousse-le-Château

## Zuflüsse
| von links: - Violon Bas (6,6 km) - Pouganiès (2,3 km) - Bétouille (4,5 km) - Planquette (1,8 km) - Cansac (2,8 km) | von rechts: - Niade (4,4 km) - Genras (5,4 km) |